# 唐虔
唐虔（1950年12月8日—），2010年4月起任联合国教科文组织负责教育事务的助理总干事。

## 早期生活与教育
唐虔于1950年12月8日出生在中国北京。他是清华大学教授唐统一之子。他取得了山西大学（中国山西省太原市）教育学学士学位和加拿大温莎大学的运动生理学硕士、生物学博士学位。他是中国政府1970年代改革开放以后，第一批公派海外留学生之一。

## 职业生涯

### 教学生涯
唐虔1970年代中期在中国山西省担任中学教师，并出版、刊发了多部教育著作及学术文章。

### 任职中国政府
1985年至1989年，唐虔被派到渥太华的中国驻加拿大使馆工作，成为一等秘书，负责促进加拿大和中国大学间的学术合作。
1992年至1993年，他到西安市担任陕西省科学技术委员会第一副主任。他还曾在北京的中国教育部职业技术教育司综合处担任处长（1989年-1991年），后任司办公室主任（1991年-1992年）。他在制定和实施有关职业技术教育发展的国家政策中起到了非常重要的作用。

### 联合国教科文组织工作
1993年，唐虔开始了他在联合国的任职生涯。他首先被任命为高级项目专家，之后成为职业技术教育与培训主管人员，并为教科文组织国际职业技术教育与培训中心在德国波恩的创立做出贡献。他还领导筹备了在韩国首尔召开的第二届国际职业技术教育大会，并担任秘书长。之后，他又在教育部门担任了其他一些高级职位。
他在全球“全民教育倡议”中发挥努力，项目在2000年到2015年间，重点为儿童、青年和成年人提供优质的基础教育。 
2010年起，唐虔成为联合国教科文组织负责教育事务的助理总干事，他领导的教科文组织教育部门有约400名员工分别在总部、地区机构和7个教育机构工作。
在他的领导下，教育部门带头制定教育2030议程、可持续发展目标4（SDG4），致力于保证全纳和平等的优质教育以及给所有人提供终身学习机会。
教科文组织正按照2015世界教育论坛通过的《仁川宣言》
，在全球和区域各级协调和监测执行情况。
在任期内，唐虔履行了双职责。2015年9月到2016年7月，他是战略主管局的主管官员，指导了第三十八届联合国教科文组织大会上有关教科文组织计划和预算文件(38C/5)的介绍。2016年11月到2017年3月，他担任了人力资源管理局的临时主管，推动人力资源政策的修订以提高组织管理水平。

### 联合国教科文组织总干事候选人
2017年3月，唐虔被正式提名为联合国教科文组织总干事中国的候选人。竞选将在2017年10月30日至11月14日召开的联合国教科文组织大会中举行。
最后未能当选。

## 私人生活
唐虔已婚，并生有一女。原国务院总理李鹏之子李小鹏是唐虔的妹夫。